# 윌리엄 부스
윌리엄 부스(William Booth, 1829년 4월 10일 ~ 1912년 8월 20일)는 구세군 창시자이다.
영국 노팅엄에서 출생하여, 감리교 목사로 활동하다가 1861년에 사임하였다. 빈민들의 비참한 삶을 목격한 그는 그리스도인이 빵과 복음을 전해야 한다는 신념에 따라 아내 캐서린과 함께 1865년 이스트 런던의 빈민굴로 들어가서 그들에게 기독교 신앙을 널리 퍼뜨렸다. 이 운동은 1878년 구세군이라 이름 붙여져 차츰 발전하였으며, 그가 죽을 때까지 세계 56개국에 퍼졌다. 저서로 《암흑의 영국과 그 나아갈 길》등이 있다.

## 같이 보기
- 구세군